# جوردن كرانستون
جوردن كرانستون (بالإنجليزية: Jordan Cranston)‏ هو مدرب كرة قدم ولاعب كرة قدم بريطاني، ولد في 11 مارس 1993 في Wednesfield ‏ في المملكة المتحدة. شارك مع منتخب ويلز تحت 19 سنة لكرة القدم. أما مع النوادي، فقد لعب مع لينكولن سيتي أف سي ونوتس كاونتي ووولفرهامبتون واندررز.

## وصلات خارجية
- جوردن كرانستون على موقع قاعدة بيانات كرة القدم.إي يو (الإنجليزية)
- جوردن كرانستون على موقع Soccerway.com (الإنجليزية)